# Władimir Gadżew
Władimir Gadżew (bułg. Владимир Гаджев, ur. 18 lipca 1987 w Welingradzie) – bułgarski piłkarz grający na pozycji środkowego pomocnika. Od 2016 roku jest zawodnikiem klubu Coventry City.

## Kariera klubowa
Swoją karierę piłkarską Gadżew rozpoczął w klubie Lewski Sofia. Następnie w 2004 roku przeszedł do szkółki piłkarskiej Panathinaikosu. W sezonie 2005/2006 był członkiem kadry pierwszego zespołu, jednak nie zadebiutował w nim w pierwszej lidze greckiej. W 2006 roku został wypożyczony na rok do drugoligowego Lewadiakosu. Z kolei w sezonie 2007/2008 przebywał na rocznym wypożyczeniu w innym greckim klubie, OFI 1925.
W 2008 roku Gadżew został wypożyczony na sezon 2008/2009 do Lewskiego Sofia. W Lewskim zadebiutował 9 sierpnia 2008 w przegranym 0:1 wyjazdowym meczu z Wichrenem Sandanski. W sezonie 2008/2009 wywalczył z Lewskim mistrzostwo kraju, a następnie podpisał z nim kontrakt. Latem 2009 zdobył z Lewskim Superpuchar Bułgarii.
W 2016 Gadżew został piłkarzem Coventry City.
| Sezon   | Klub             | Kraj     | Rozgrywki    | Mecze | Bramki |
| ------- | ---------------- | -------- | ------------ | ----- | ------ |
| 2005/06 | Panathinaikos AO | Grecja   | Superleague  | 0     | 0      |
| 2006/07 | APO Lewadiakos   | Grecja   | Beta Ethniki | 26    | 5      |
| 2007/08 | OFI 1925         | Grecja   | Superleague  | 18    | 0      |
| 2008/09 | Lewski Sofia     | Bułgaria | A PFG        | 23    | 1      |
| 2009/10 | Lewski Sofia     | Bułgaria | A PFG        | 10    | 1      |
| 2010/11 | Lewski Sofia     | Bułgaria | A PFG        | 23    | 2      |
| 2011/12 | Lewski Sofia     | Bułgaria | A PFG        | 27    | 6      |
| 2012/13 | Lewski Sofia     | Bułgaria | A PFG        | 22    | 1      |
| 2013/14 | Lewski Sofia     | Bułgaria | A PFG        | 32    | 5      |
| 2014/15 | Lewski Sofia     | Bułgaria | A PFG        | 22    | 5      |
| 2015/16 | Lewski Sofia     | Bułgaria | A PFG        | 7     | 1      |
| 2015/16 | Coventry City    | Anglia   | Championship |       |        |

## Kariera reprezentacyjna
W swojej karierze Gadżew grał w reprezentacji Bułgarii U-21. W dorosłej reprezentacji zadebiutował 17 listopada 2010 roku w przegranym 0:1 towarzyskim spotkaniu z Serbią, rozegranym w Sofii.